# Barbara Vucanovich
Barbara Farrell Vucanovich (22 de junho de 1921 - 10 de junho de 2013) foi uma política republicana americana que foi a primeira latina eleita para a Câmara dos Deputados dos Estados Unidos, na qual atuou representando Nevada de 1983 a 1997.

## História
Vucanovich nasceu em Camp Dix, Nova Jersey. Seu pai, Thomas Farrell, que veio de Troy, Nova York, era de ascendência irlandesa; no Exército dos Estados Unidos tornou-se vice-comandante geral do Projeto Manhattan. A mãe de Vucanovich, Maria Ynez White, era de ascendência inglesa e hispânica do sul da Califórnia, com sua bisavó materna sendo uma mexicana que se tornou cidadã dos EUA após a transferência da Califórnia para os Estados Unidos em 1848.
Vucanovich cresceu na capital Albany, Nova York. Ela se casou com James Henry Bugden aos 18 anos, mas se separou quando seu marido foi designado para o exterior durante a guerra. Ela foi empregada por várias empresas de Nova York durante a década de 1940. Em 1949, ela se mudou para Reno, Nevada e obteve o divórcio. Em 1950 ela se casou com Kenneth Dillon, sócio fundador do escritório de advocacia Vargas, Dillon e Bartlett. Seus filhos eram Patricia, Michael, Kenneth, Thomas e Susan. Viúva em 1964, ela se casou com George Vucanovich em 1965. Eles se conheceram enquanto trabalhavam na campanha mal sucedida de Paul Laxalt em 1964 para o Senado dos EUA.